# Варси, Рени
Рени Варси Кинтана (исп. Renee Varsi Quintana) (18 ноября 1975, Мехико, Мексика) — мексиканская актриса.

## Биография
Родилась 18 ноября 1975 года в Мехико. С детства мечтала стать актрисой, и поэтому после окончания средней школы поступила в CEA при телекомпании Televisa, где она училась на факультетах литературы и философии, а после окончания успешно также училась на факультете драматического театра там же. В мексиканском кинематографе дебютировала в 1995 году и с тех пор снялась в 19 работах в телесериалах и одном видеофильме. Принимала также активное участие по пропаганде чтения в городах и сёлах Мексики.

## Фильмография

### Избранные телесериалы
- 1985-2007 — «Женщина, случаи из реальной жизни»
- 1996 — 
  - «Марисоль» — Ванесса Гарсес де Валле.
  - «Моя дорогая Исабель» — Адела.
- 2008-н. в. — «Роза Гваделупе» — Луиса.
- 2009-12 — «Мы все к чему-то привязаны»
- 2011-н. в. — «Как говорится» — Клаудия.
- 2012 — «Жена Иуды» — Ребека Араухо.
- 2013 — «Лгать, чтобы жить» — доктор Мэрилин Ломели.